# Teatro Politeama (Palerme)

Le Teatro Politeama de Palerme est une salle d'opéra conçue par l'architecte et ingénieur Giuseppe Damiani Almeyda.

## Architecture
Le théâtre se trouve sur la place Ruggero-Settimo, le plus souvent désignée comme place Politeama, dans le centre-ville. Son nom officiel est d'ailleurs Garibaldi. Il peut contenir 950 spectateurs. Il a été construit de 1865 à 1891.

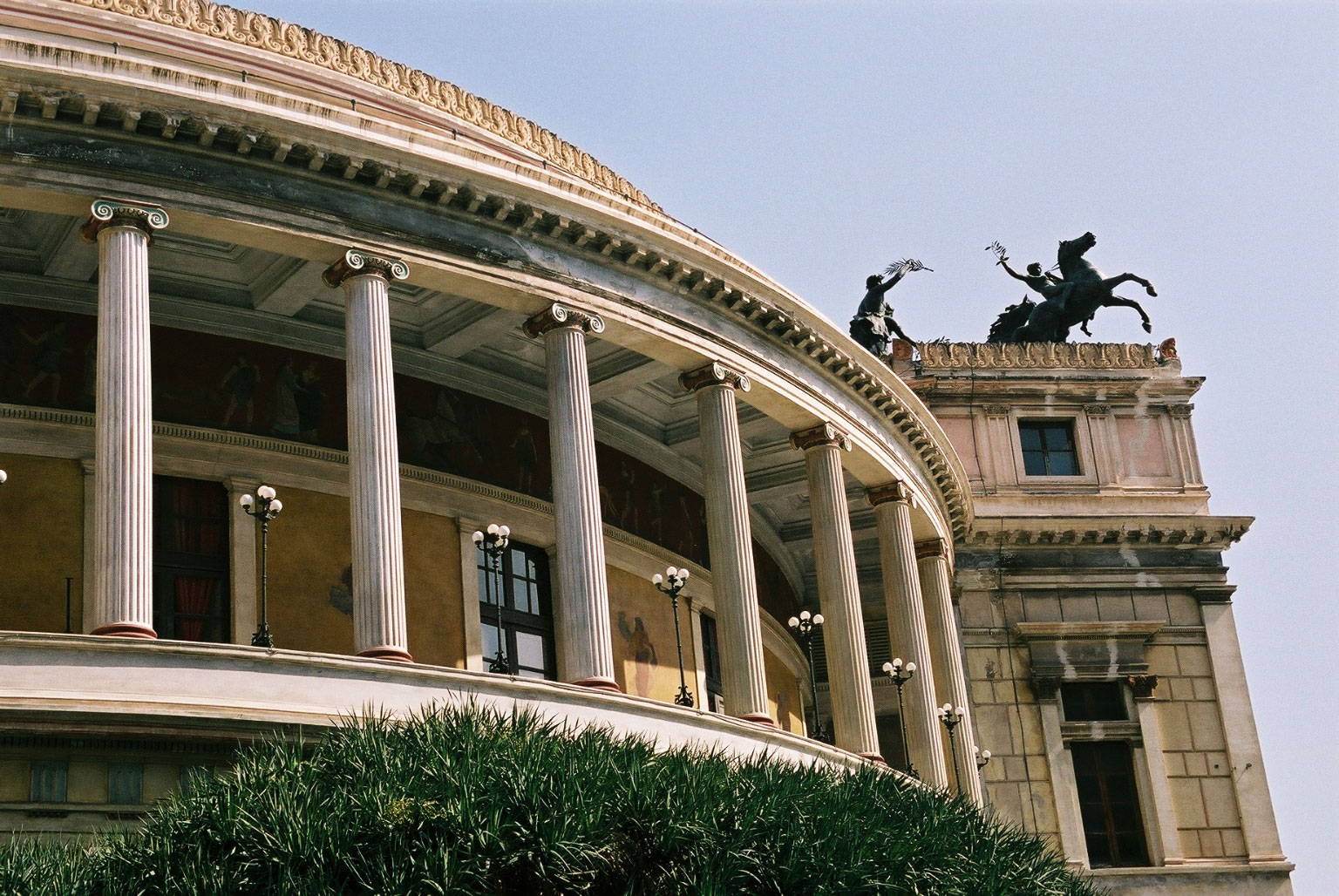
Détail de la colonnade

Pour des raisons financières, c'est le banquier Carlo Galland qui s'engage à construire le Politeama, en sus de trois marchés. Il est décidé de le couvrir (alors que le projet initial prévoyait un théâtre sans couverture). Il est inauguré en 1874 bien qu'incomplet et sans toit (qui est terminé en 1877). Les derniers travaux, d'embellissement, sont réalisés en 1891 à l'occasion de la grande Exposition nationale qui se tenait cette année-là à Palerme. Des travaux de rénovation sont réalisés en 2000. Depuis 2001, le théâtre est le siège de l'Orchestra Sinfonica Siciliana.